# Безена
Безена (словен. Bezena) — поселення в общині Руше, Подравський регіон‎, Словенія.